# يوكيكو فوجيساوا
يوكيكو فوجيساوا (باليابانية: 藤澤亮子) هي متزلجة فنية يابانية، ولدت في 14 أبريل 1995 في تشيبا في اليابان.

## وصلات خارجية
- يوكيكو فوجيساوا على موقع الاتحاد الدولي للتزلج (الإنجليزية)